# 鬼越駅
鬼越駅（おにごええき）は、千葉県市川市鬼越一丁目にある、京成電鉄本線の駅である。駅番号はKS17。

## 歴史
- 1935年（昭和10年）8月3日：中山鬼越駅（なかやまおにごええき）として開設[1]。市川市施行に伴う旧中山町要望の1つであった[2]。
- 1943年（昭和18年）2月1日：鬼越駅（おにごええき）へ改称[1]。
- 1971年（昭和46年）9月：駅構造をそれまでの相対式ホーム2面2線から現在の島式ホーム1面2線へ変更[3]。
- 2018年（平成30年）3月7日：バリアフリー化工事完成[4]。

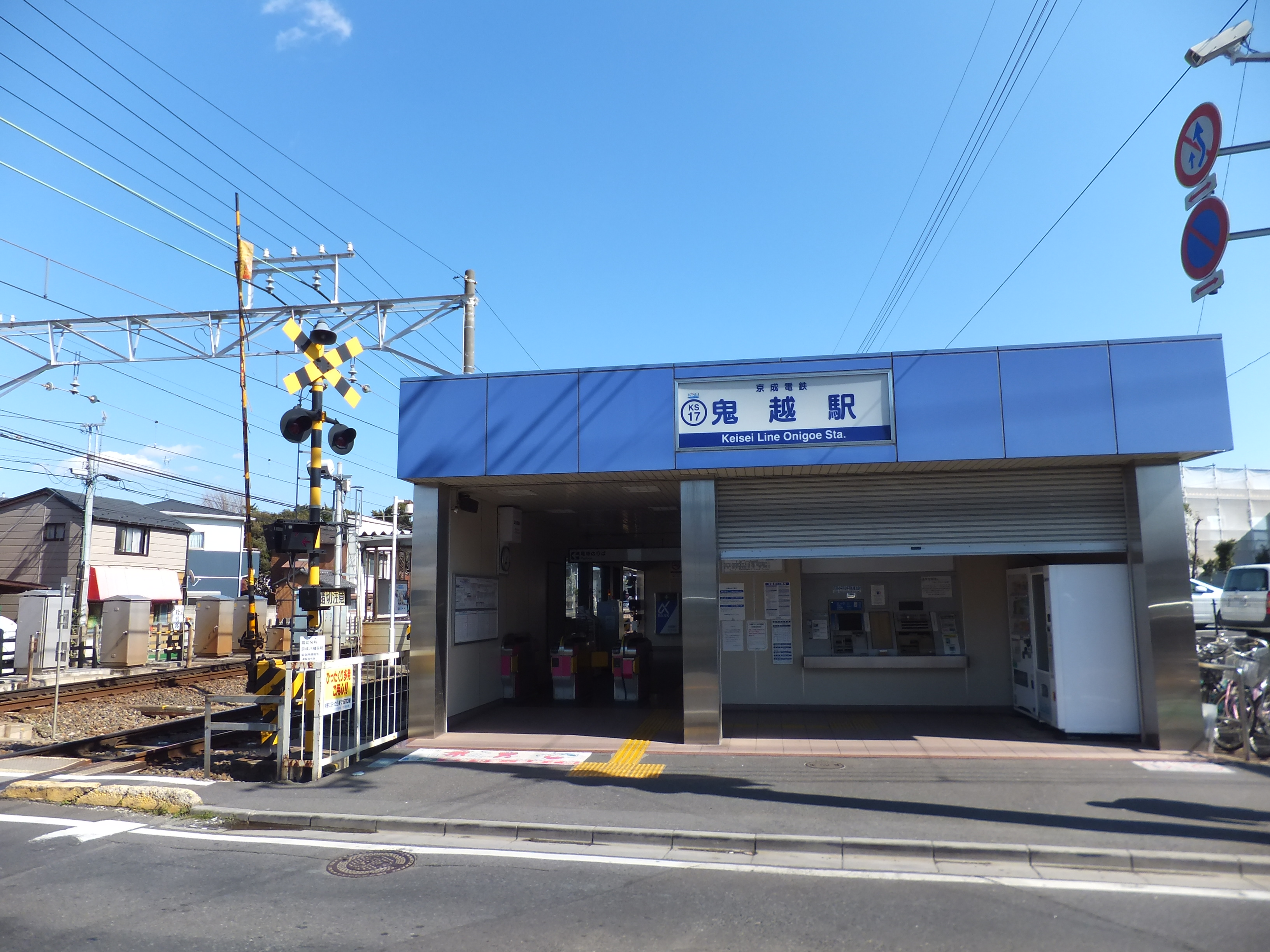
駅名看板更新前の駅舎（2012年3月）

## 駅構造
島式ホーム1面2線を有する地上駅。構内踏切を備える。駅舎は京成八幡寄りにあり、自動改札機が設置されている。
自動改札導入以前の駅舎は現在位置より京成中山駅方向へ引っ込んだ位置にあり、小さな広場と売店が存在した。自動改札導入後の新駅舎にもごく僅かな期間、券売機右手側に駅舎と一体化した小さな売店が存在したが、撤去されている。

### のりば
| 番線 | 路線     | 方向 | 行先                                                             |
| ---- | -------- | ---- | ---------------------------------------------------------------- |
| 1    | 京成本線 | 上り | 京成高砂・青砥・日暮里・京成上野・押上・ 都営浅草線・ 京急線方面 |
| 2    | 京成本線 | 下り | 京成船橋・京成津田沼・ 成田空港・京成千葉・ 松戸線方面           |

- 上記路線名は成田空港線開通後の旅客案内名称に基づいている。

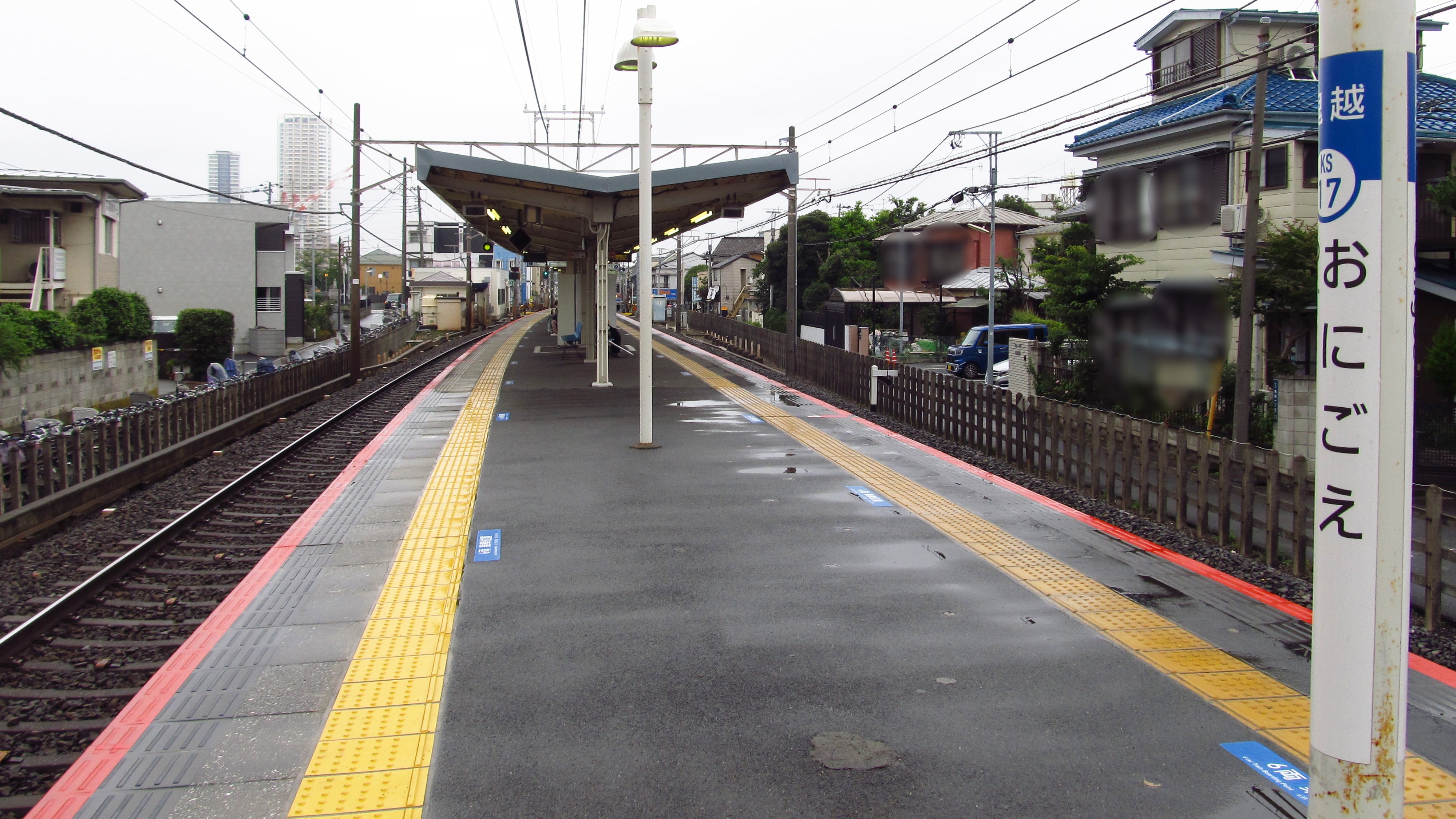
駅ホーム（2019年7月）
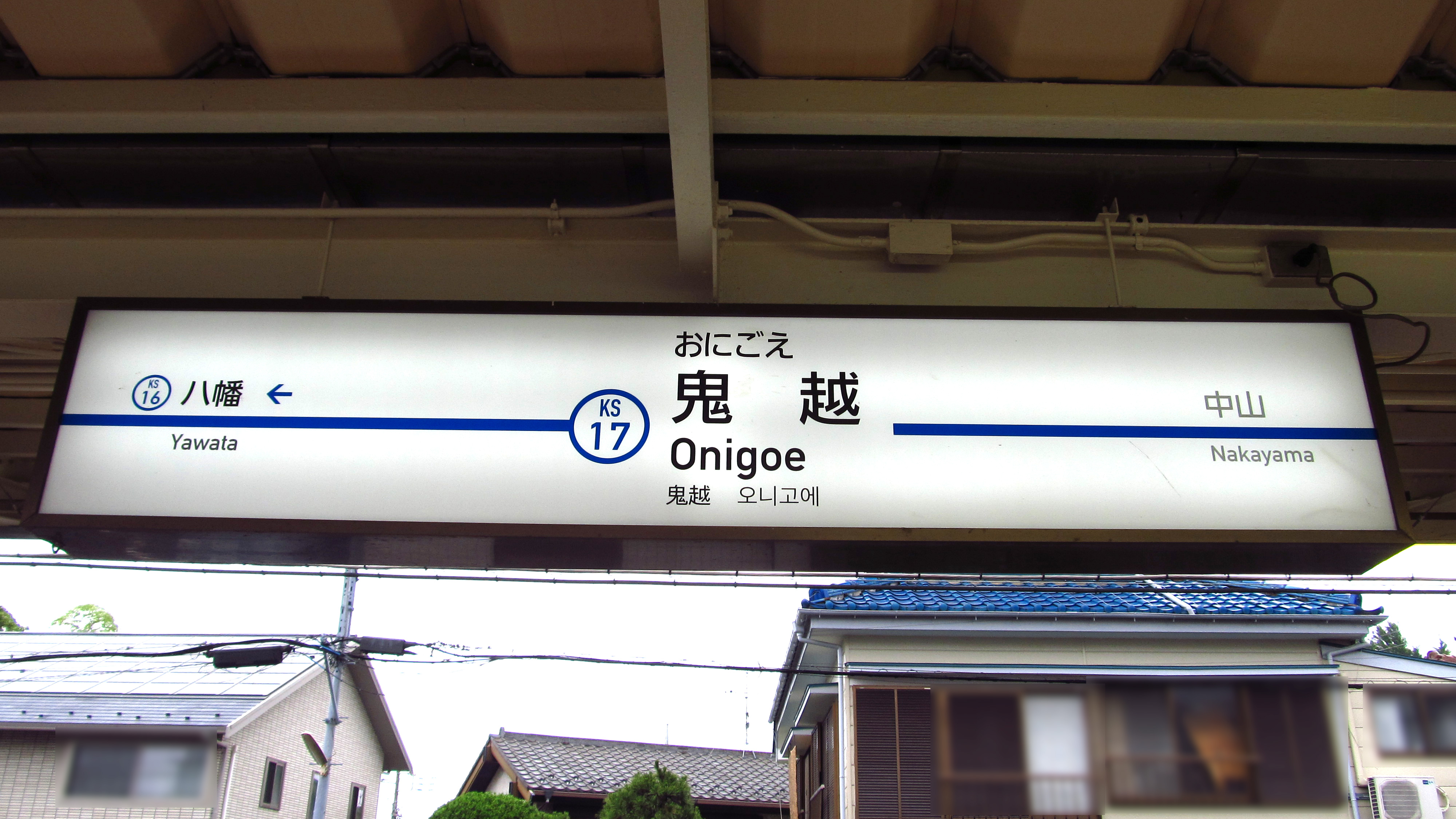
1番線駅名標（2019年7月）
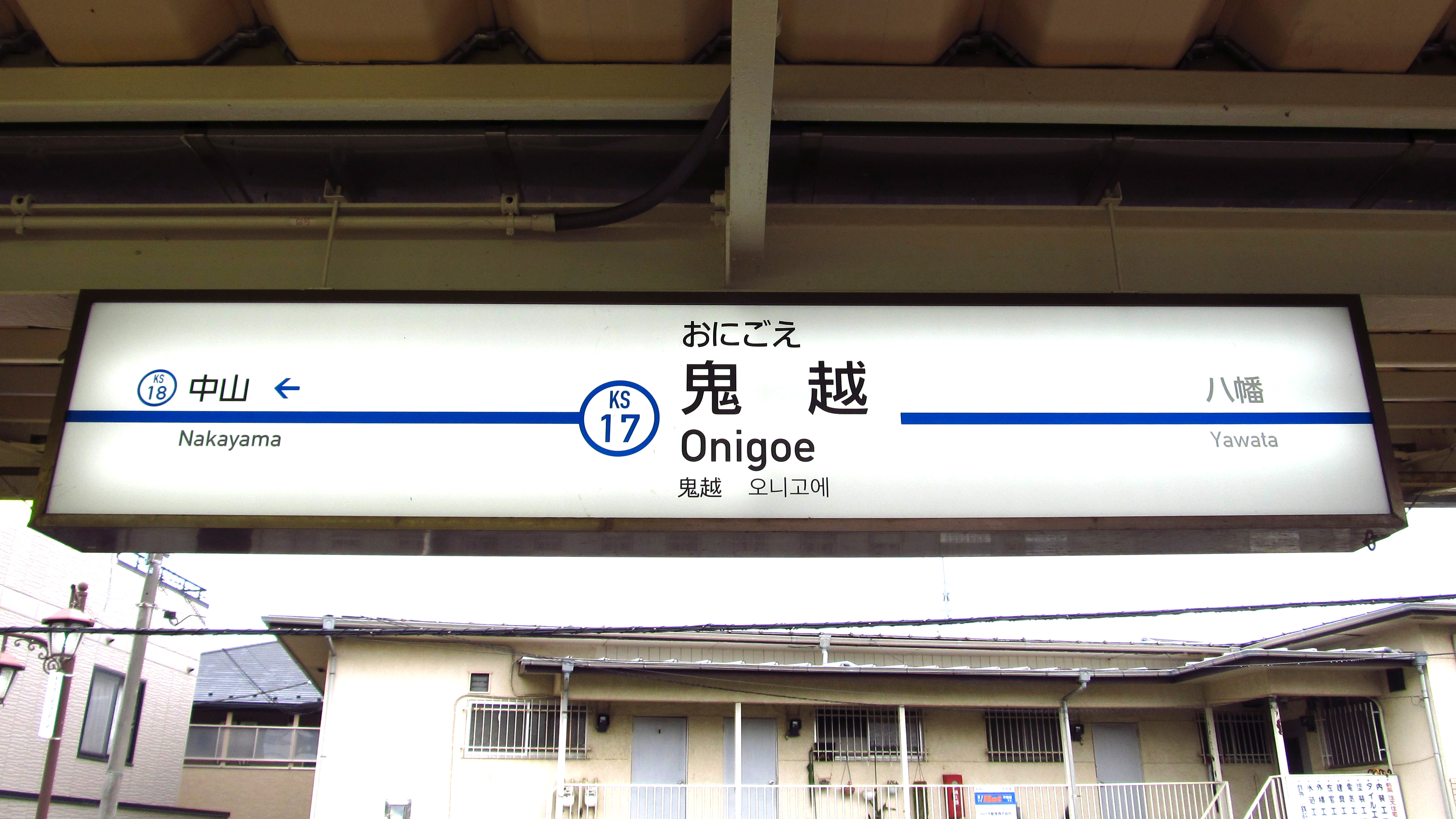
2番線駅名標（2019年7月）

## 利用状況
2024年度（令和6年度）の1日平均乗降人員は5,833人である。
近年の1日平均乗降・乗車人員の推移は以下の通り。
| 年度               | 1日平均 乗降人員 | 1日平均 乗車人員 |
| ------------------ | ---------------- | ---------------- |
| 1998年（平成10年） |                  | 2,389            |
| 1999年（平成11年） |                  | 2,306            |
| 2000年（平成12年） |                  | 2,258            |
| 2001年（平成13年） |                  | 2,227            |
| 2002年（平成14年） |                  | 2,222            |
| 2003年（平成15年） | 4,614            | 2,281            |
| 2004年（平成16年） | 4,636            | 2,301            |
| 2005年（平成17年） | 4,630            | 2,293            |
| 2006年（平成18年） | 4,552            | 2,265            |
| 2007年（平成19年） | 4,581            | 2,297            |
| 2008年（平成20年） | 4,617            | 2,324            |
| 2009年（平成21年） | 4,770            | 2,397            |
| 2010年（平成22年） | 4,822            | 2,424            |
| 2011年（平成23年） | 4,707            | 2,357            |
| 2012年（平成24年） | 4,750            | 2,379            |
| 2013年（平成25年） | 4,831            | 2,426            |
| 2014年（平成26年） | 4,938            | 2,485            |
| 2015年（平成27年） | 5,067            | 2,549            |
| 2016年（平成28年） | 5,309            | 2,675            |
| 2017年（平成29年） | 5,494            | 2,760            |
| 2018年（平成30年） | 5,696            | 2,863            |
| 2019年（令和元年） | 5,811            | 2,922            |
| 2020年（令和02年） | 4,695            | 2,358            |
| 2021年（令和03年） | 4,981            | 2,502            |
| 2022年（令和04年） | 5,380            | 2,705            |
| 2023年（令和05年） | 5,576            | 2,802            |
| 2024年（令和06年） | 5,833            | 2,935            |

## 駅周辺
本駅は市川市中心部よりやや東寄りに位置する。

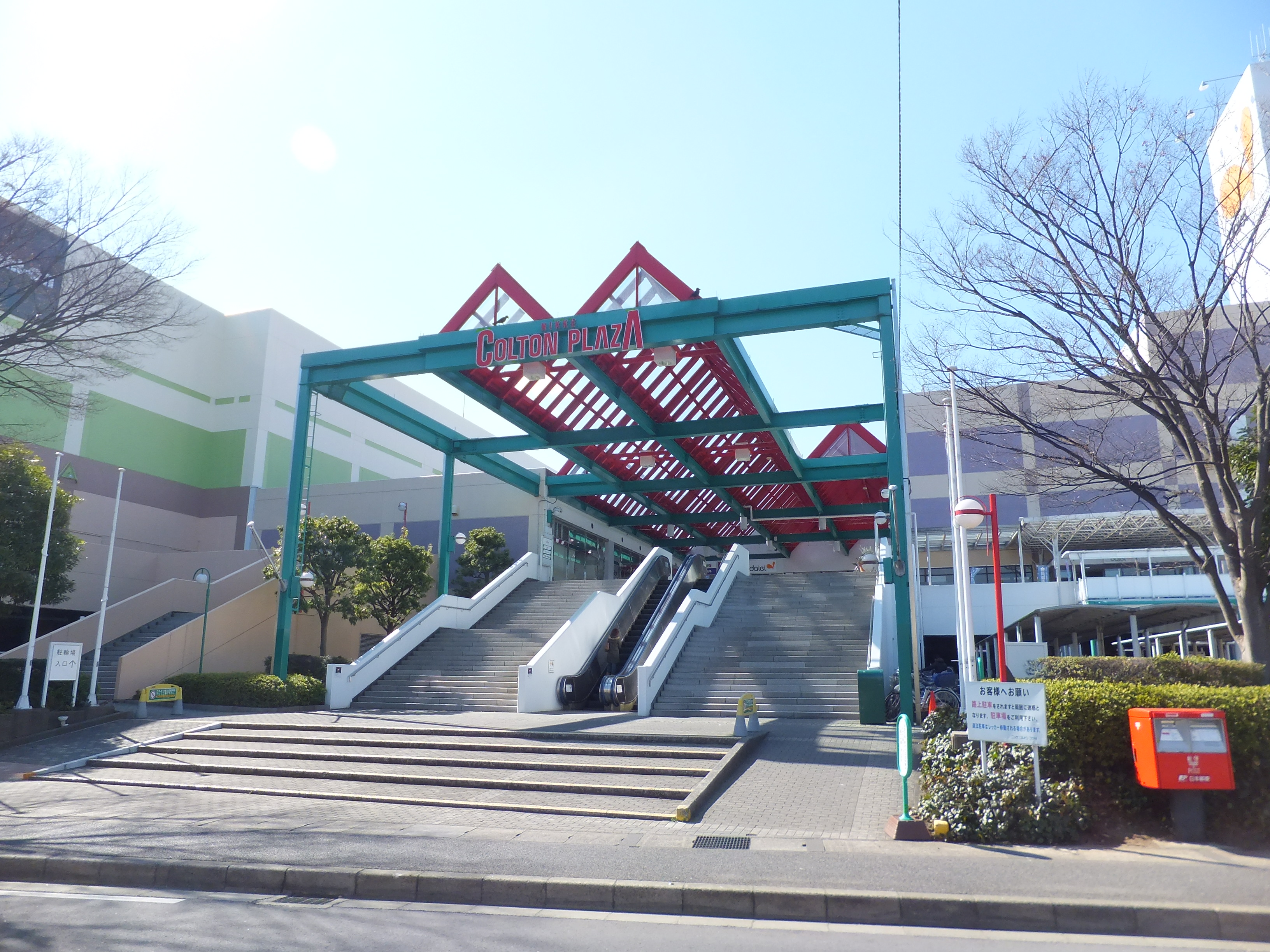
ニッケコルトンプラザ

駅出入口前には、市北側より国道14号線へ至る片側1車線の市道0223号が南北へ伸び、線路北側の道路両側約1キロメートルに渡り商店街を形成している。この市道上を京成バス市川営業所管轄本71系統（『本八幡駅』 - 『医療センター入口』）および本74系統（『本八幡駅』 - 『市川学園正門』）が運行し、駅南側約50メートルほど先にある『鬼越駅』停留所より乗車可能。
駅東側には船橋市との市域がある。当駅より約1キロメートル圏内には、東日本旅客鉄道（JR東日本）・東京都交通局（都営地下鉄）の本八幡駅、東日本旅客鉄道（JR東日本）総武本線（総武緩行線）の下総中山駅が位置する。駅南側には京葉道路（京葉市川IC）、東京外環自動車道、国道298号、千葉県道6号市川浦安線（市川・浦安バイパス線）、新行徳橋、行徳橋、国道14号（千葉街道）、千葉県道283号若宮西船市川線、駅東側には千葉県道59号市川印西線（木下街道）が通る。
千葉県道283号若宮西船市川線（産業道路）沿にはディーラーなど自動車関係の店舗が数多くある。江戸川沿いにある田尻地区周辺は工業用地となっており倉庫や工場が建ち並んでいる。
駅西側には真間川が、西から南東に向かって流れる。真間川沿いの桜並木は市の名所となっており、毎年春には満開の桜の中を走る京成電車を眺めることが可能。
駅南側にある大型商業施設ニッケコルトンプラザの最寄駅とされる。駅より約430メートルほどの移動を要する。直通バス等はない。

### 駅南側
- 市川警察署
- 市川市消防局 東消防署
- 京葉市川インターチェンジ
- 市川地方卸売市場

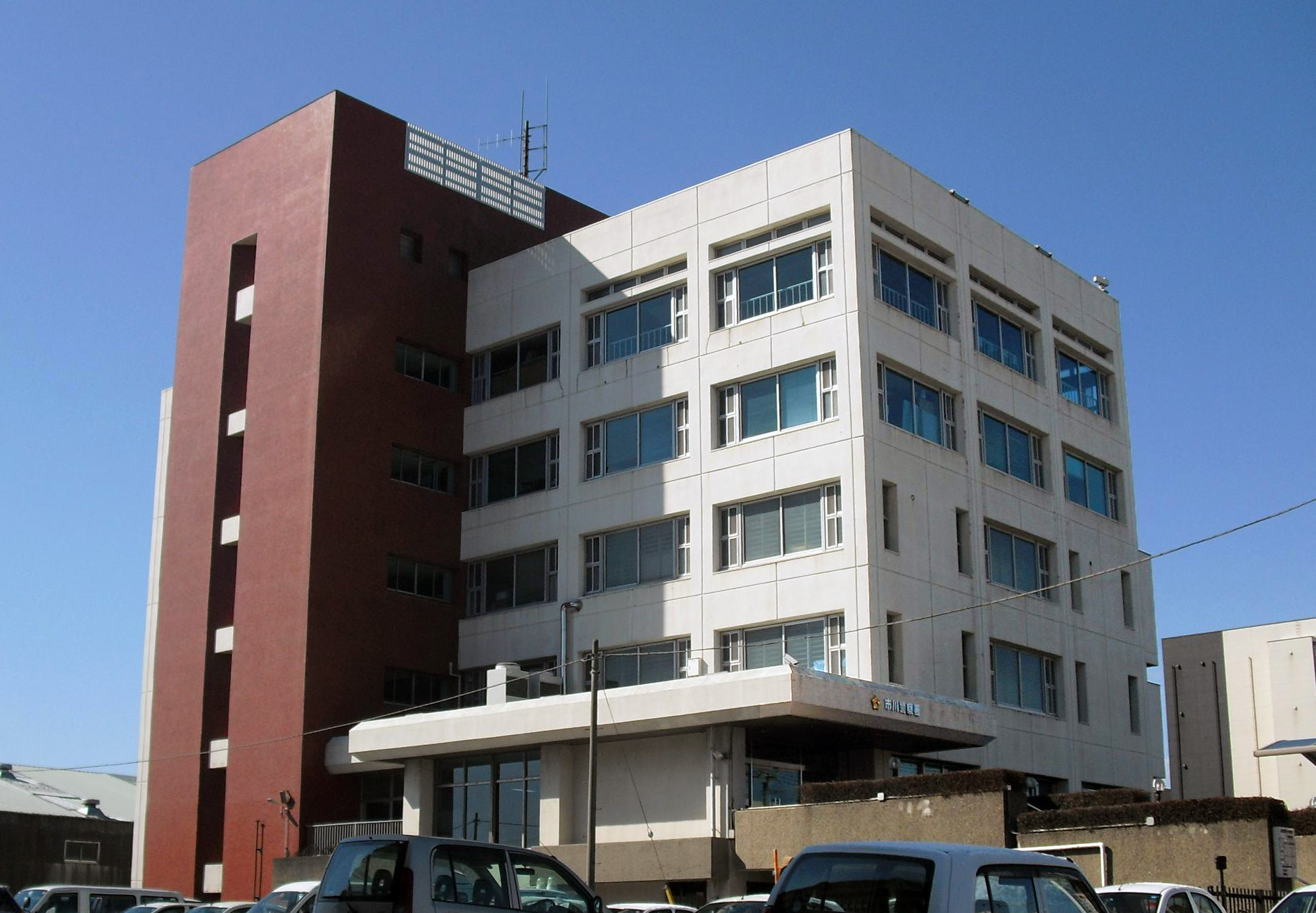
市川警察署

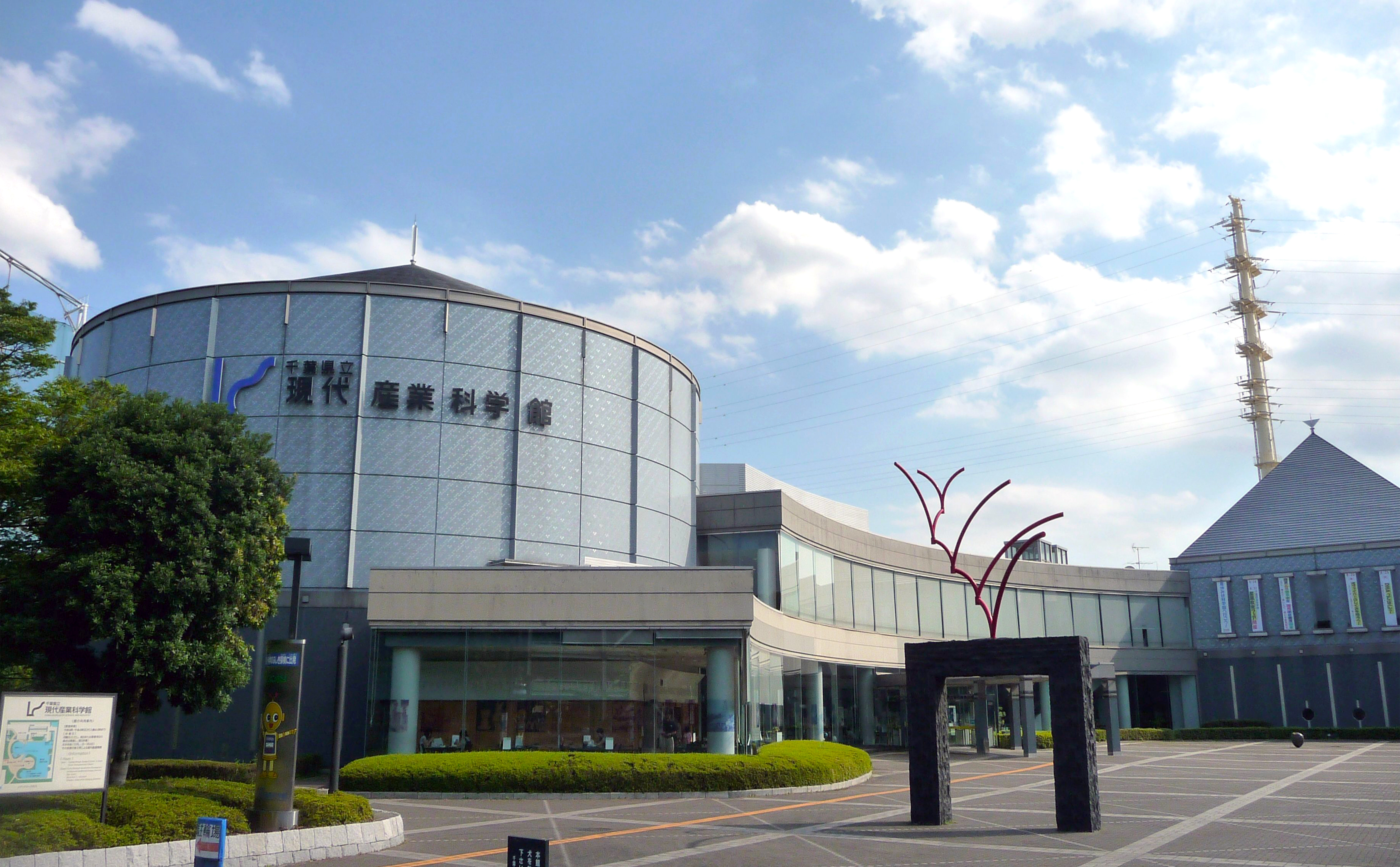
千葉県立現代産業科学館

  - 長印船橋青果 市川支社（旧・長印市川青果）
  - 市川フラワーオークションジャパン
- 千葉県企業庁 葛南工業用水道事務所
- LOGIBASE市川
- メタルワン鋼管 関東物流センター
- ヤマトロジスティクス 市川ロジセンター
- 千葉県立現代産業科学館
- 市川市生涯学習センター（メディアパーク市川）
  - 市川市文学ミュージアム
  - 市川市中央図書館
  - 市川市教育センター
  - 市川市少年センター
  - 市川市中央こども館
- 市川簡易裁判所
- 市川区検察庁
- 市川鬼越郵便局
- 市川市立鬼高小学校
- 市川市立第六中学校
- ニッケコルトンプラザ
  - TOHOシネマズ
  - ニッケ鎮守の杜・おりひめ神社
  - ニッケゴルフ倶楽部コルトンセンター
- ラウンドワン 市川鬼高店
- 高石神社
- 神明寺
- 塚原山 常開寺
- 坪井玄道生誕の地
- 真間川沿い桜並木

### 駅北側
- 国税庁 市川税務署
- 市川市立冨貴島小学校
- 鬼越薬局
- 市川北方郵便局
- 京葉銀行 北方支店
- 鬼越鬼高鎮守 神明社
- 八幡神社
- 子之神社
- 八幡東公園
- 北方第二公園
- ワイズマート 北方店

## バス路線
| のりば | 系統 | 主要経由地                           | 行先             | 運行会社 | 備考 |
| ------ | ---- | ------------------------------------ | ---------------- | -------- | ---- |
| 鬼越駅 | 本71 | 市川学園・姫宮団地入口・大野町三丁目 | 医療センター入口 | 京成バス |      |
| 鬼越駅 | 本71 | 市役所                               | 本八幡駅         | 京成バス |      |
| 鬼越駅 | 本74 | 市川学園                             | 市川学園正門前   | 京成バス |      |
| 鬼越駅 | 本74 | 市役所                               | 本八幡駅         | 京成バス |      |

## 隣の駅
京成電鉄
 本線
■快速特急・■特急・■通勤特急・■快速
通過
■普通
京成八幡駅 (KS16) - 鬼越駅 (KS17) - 京成中山駅 (KS18)